# Адамс (Орегон)
Вижте пояснителната страница за други значения на Адамс.
Адамс (на английски: Adams) е град в окръг Юматила, щата Орегон, САЩ. Адамс е с население от 297 жители (2000) и обща площ от 0,9 km². Намира се на 465,12 m надморска височина. ЗИП кодовете му са 97810, а телефонният му код е 541.